# Ty Burrell
Tyler Gerald Burrell (sinh ngày 22/08/1967) là nam diễn viên, nghệ sĩ hài người Mỹ. Ông được biết đến qua những vai diễn trong sân khấu Broadway như: Macbeth và các vở bên ngoài như Corners, The Blue Demon, Burn This, và Show People.